# Нагрудний знак «За мужність в охороні державного кордону»
Нагрудний знак «За мужність в охороні державного кордону» — відомча заохочувальна відзнака Державної прикордонної служби України. Нагорода затверджена Наказом Міністерства внутрішніх справ України.

## Положення про відзнаку
Нагрудним знаком «За мужність в охороні державного кордону» нагороджується особовий склад Державної прикордонної служби України:
- за зразкове управління органами та підрозділами Державної прикордонної служби, прикордонними нарядами під час виконання завдань з охорони державного кордону України;
- за особисту мужність і відвагу, виявлені під час виконання завдань з охорони державного кордону України та охорони суверенних прав України в її виключній (морській) економічній зоні;
- за високу пильність та ініціативні дії, в результаті яких були затримані порушники законодавства про державний кордон України.

Нагородження цією відзнакою може проводитися посмертно.

## Опис відзнаки
Нагрудний знак виготовляється з недорогоцінного металу розміром 45 х 32 мм, має форму щита, всередині якого знаходяться промені, покриті прозорою зеленою емаллю. Щит, який символізує захист державного кордону, обрамлений дубовим вінком білого кольору, вгорі якого розташована стрічка кольорів Державного Прапора, посередині якої міститься зображення малого Державного Герба України. 
У центрі щита розташовано стилізоване зображення прикордонника з собакою, прикордонного стовпа з тризубом, напис «За мужність» на стрічці малинового кольору. Усі зображення рельєфні. На зворотному боці знака зроблено напис «За мужність в охороні державного кордону». 
Кріплення відзнаки до одягу здійснюється за допомогою нарізного штифта. 
Планка відзнаки – металева пластинка, обтягнута муаровою стрічкою зеленого кольору зі смужками посередині малинового кольору розміром 10 мм, білого кольору із країв розміром 2 мм кожна. Розмір планки – 28 х 12 мм.